# Liste der Chief Minister von Rajasthan
Die folgende Tabelle listet die Chief Minister von Rajasthan mit Amtszeit und Parteizugehörigkeit auf.
| #  | Name                    | Amtsantritt       | Ende der Amtszeit | Partei                     |
| 1  | Gokul Lal Asawa         | 25. März 1948     | 17. April 1948    | Indischer Nationalkongress |
| 2  | Manikya Lal Verma       | 18. April 1948    | 6. April 1949     | parteilos                  |
| 3  | Hiralal Shastri         | 7. April 1949     | 5. Januar 1951    | Indischer Nationalkongress |
| 4  | C. S. Venkatachari      | 6. Januar 1951    | 25. April 1951    | Indischer Nationalkongress |
| 5  | Jai Narayan Vyas        | 26. April 1951    | 2. März 1952      | Indischer Nationalkongress |
| 6  | Tika Ram Paliwal        | 3. März 1952      | 31. Oktober 1952  | Indischer Nationalkongress |
| 7  | Jai Narayan Vyas        | 1. November 1952  | 12. November 1954 | Indischer Nationalkongress |
| 8  | Mohan Lal Sukhadia      | 13. November 1954 | 12. März 1967     | Indischer Nationalkongress |
|    | (President’s rule)      | 13. März 1967     | 25. April 1967    |                            |
| 9  | Mohan Lal Sukhadia      | 26. April 1967    | 8. Juli 1971      | Indischer Nationalkongress |
| 10 | Barkatullah Khan        | 9. Juli 1971      | 10. Oktober 1973  | Indischer Nationalkongress |
|    | (President’s rule)      | 11. Oktober 1973  | 22. Oktober 1973  |                            |
| 11 | Harideo Joshi           | 23. Oktober 1973  | 21. Juni 1977     | Indischer Nationalkongress |
| 12 | Bhairon Singh Shekhawat | 22. Juni 1977     | 15. Februar 1980  | Janata Party               |
|    | (President’s rule)      | 16. Februar 1980  | 5. Juni 1980      |                            |
| 13 | Jagannath Pahadia       | 6. Juni 1980      | 13. Juli 1981     | Indischer Nationalkongress |
| 14 | Shiv Charan Mathur      | 14. Juli 1981     | 22. Februar 1985  | Indischer Nationalkongress |
| 15 | Heera Lal Devpura       | 23. Februar 1985  | 9. März 1985      | Indischer Nationalkongress |
| 16 | Harideo Joshi           | 10. März 1985     | 19. Januar 1988   | Indischer Nationalkongress |
| 17 | Shiv Charan Mathur      | 20. Januar 1988   | 3. Dezember 1989  | Indischer Nationalkongress |
| 18 | Harideo Joshi           | 4. Dezember 1989  | 3. März 1990      | Indischer Nationalkongress |
| 19 | Bhairon Singh Shekhawat | 4. März 1990      | 14. Dezember 1992 | Bharatiya Janata Party     |
|    | (President’s rule)      | 15. Dezember 1992 | 3. Dezember 1993  |                            |
| 20 | Bhairon Singh Shekhawat | 4. Dezember 1993  | 30. November 1998 | Bharatiya Janata Party     |
| 21 | Ashok Gehlot            | 1. Dezember 1998  | 7. Dezember 2003  | Indischer Nationalkongress |
| 22 | Vasundhara Raje         | 8. Dezember 2003  | 12. Dezember 2008 | Bharatiya Janata Party     |
| 23 | Ashok Gehlot            | 13. Dezember 2008 | 12. Dezember 2013 | Indischer Nationalkongress |
| 24 | Vasundhara Raje         | 13. Dezember 2013 | 16. Dezember 2018 | Bharatiya Janata Party     |
| 25 | Ashok Gehlot            | 17. Dezember 2018 | 15. Dezember 2023 | Indischer Nationalkongress |
| 26 | Bhajan Lal Sharma       | 15. Dezember 2023 | im Amt            | Bharatiya Janata Party     |